# پرستاری مراقبت‌های ویژه

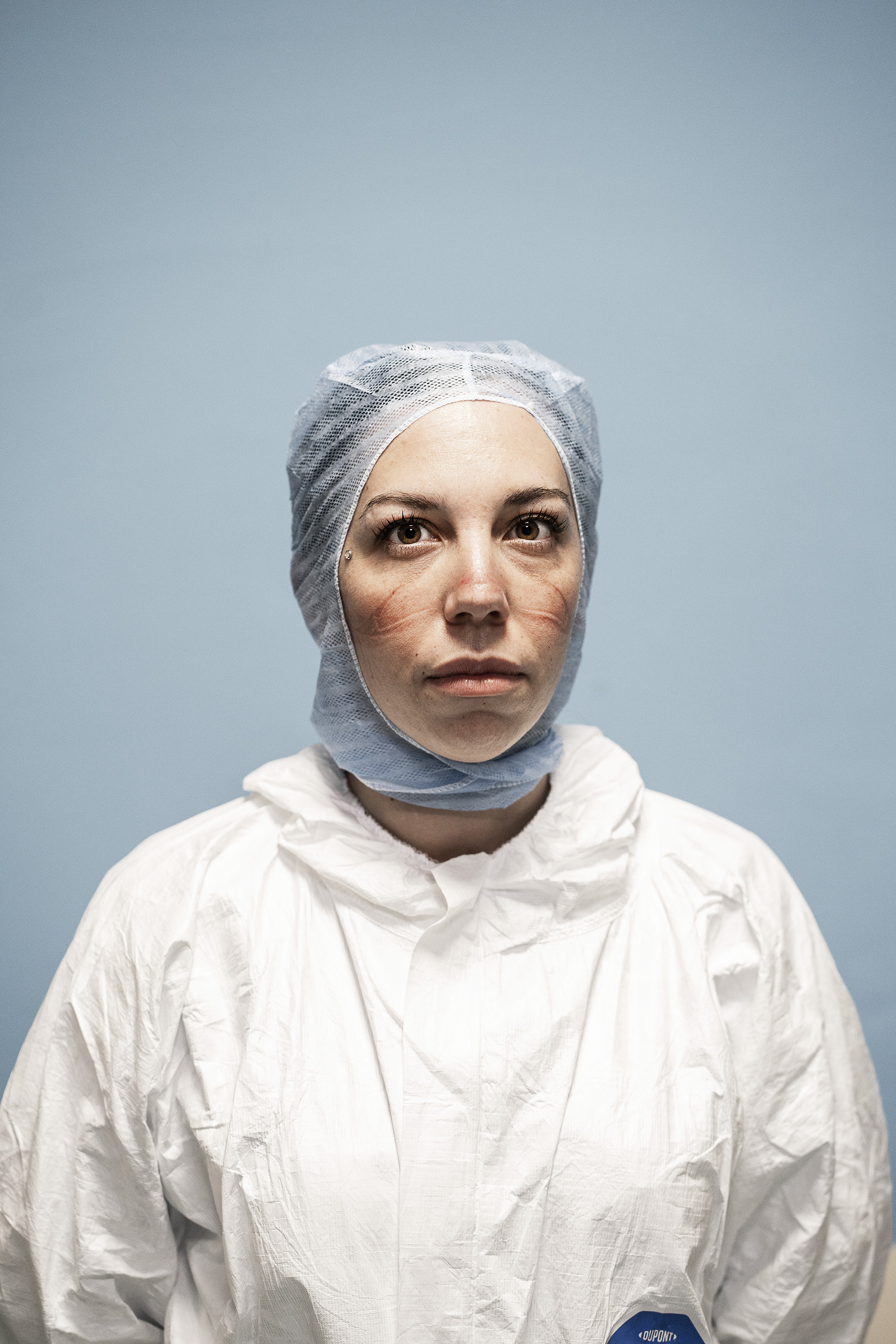
پرستار مراقبت‌های ویژه بیمارستان سان سالواتوره در پزارو، ایتالیا در دنیاگیری کروناویروس در ایتالیا

پرستاری مراقبت‌های ویژه (به انگلیسی: critical care nursing) که با رسیدگی به بیماران بدحال در بخش‌های مراقبت‌های ویژه، باعث کاهش مرگ و میر و عوارض ناشی از بیماری می‌شود.
این واحد می‌تواند در طیف گسترده‌ای از بخش اورژانس و بخش مراقبت‌های ویژه انجام وظیفه کند.

## رشته پرستاری مراقبت‌های ویژه
شاخه‌ای اختصاصی از رشته پرستاری است که از طریق بهینه سازی مراقبت‌های پرستاری از بیماران بد حال و نیازمند به مراقبت‌های ویژه، تقویت مبانی مدیریتی، آموزشی، پژوهشی، اخلاق و رفتار حرفه‌ای، کاهش مرگ و میر و عوارض بیماری در بخش‌های ویژه را فراهم می‌سازد.